# Stenopodius texanus
Stenopodius texanus är en skalbaggsart som beskrevs av Schaeffer 1933. Stenopodius texanus ingår i släktet Stenopodius och familjen bladbaggar. Inga underarter finns listade i Catalogue of Life.